# لي فيف
لي فيف (بالإنجليزية: Lee Fyfe)‏ هو لاعب كرة قاعدة أمريكي، ولد في 31 يوليو 1879 في إلينوي في الولايات المتحدة، وتوفي في 30 مايو 1942 في ساغيناو في الولايات المتحدة.